# Iosif Korczak
Iosif Pawłowicz Korczak (ros. Иосиф Павлович Корчак, ur. 26 października?/8 listopada 1914 we wsi Grozdiewo w rejonie humańskim, zm. 13 października 1943 w rejonie mironowskim) – radziecki wojskowy, major, Bohater Związku Radzieckiego (1943).

## Życiorys
Urodził się w ukraińskiej rodzinie chłopskiej. Uczył się w technikum w Humaniu, później pracował jako towaroznawca-ekonomista, od 1936 służył w Armii Czerwonej, w 1939 ukończył Leningradzką Szkołę Artylerii.
17 września 1939 uczestniczył w przyłączeniu przez ZSRR zachodniej Ukrainy, czyli agresji ZSRR na Polskę, a na przełomie 1939–1940 w wojnie z Finlandią, od 1940 należał do WKP(b).
Od czerwca 1941 brał udział w wojnie z Niemcami na Froncie Zachodnim, później Południowym i Woroneskim, był szefem sztabu 1036. pułku artylerii 161 DS w składzie 40 Armii i Frontu Woroneskiego. W nocy na 25 września 1943 w rejonie wsi Małyj Bukrin w rejonie mironowskim w obwodzie kijowskim sforsował Dniepr, niedługo potem zginął w walce.

## Odznaczenia
- Złota Gwiazda Bohatera Związku Radzieckiego (pośmiertnie, 24 grudnia 1943)
- Order Lenina (pośmiertnie, 24 grudnia 1943)
- Order Czerwonego Sztandaru